# Lili Heglund
Lili Andrea Margrethe Heglund født Sørensen (5. september 1904 i København – 3. oktober 1992) var en dansk skuespillerinde.
Elev på Det kongelige Teaters balletskole 1912, balletdanserinde og senere også skuespillerinde ved dette teater frem til 1951, derefter blev hun freelance skuespillerinde.
Hun var gift med skuespilleren Knud Heglund.

## Udvalgt filmografi
- Balletten danser – 1938
- Mordets melodi – 1944
- Den gamle mølle på Mols – 1953
- Hendes store aften – 1954
- Det var på Rundetårn – 1955
- Bruden fra Dragstrup – 1955
- Krudt og klunker – 1958
- Baronessen fra benzintanken – 1960
- Gøngehøvdingen – 1961
- Komtessen – 1961
- Drømmen om det hvide slot – 1962
- Frk. Nitouche – 1963
- Don Olsen kommer til byen – 1964
- Hold da helt ferie – 1965
- Nu stiger den – 1966
- Brødrene på Uglegården – 1967
- Hurra for de blå husarer – 1970
- Et døgn med Ilse – 1971